# Сейлор Мун (сезон 4)
Четвёртый сезон аниме-сериала Сейлор Мун (яп. 美少女戦士セーラームーン Бисёдзё Сэнси Сэра Мун) выходил под названием Sailor Moon: SuperS. Эпизоды 128—166.
Злодеи — Цирк Мёртвой Луны (англ. Dead Moon Circus). Сюжет в значительной степени строится вокруг Чибиусы.

## Серии
| № общий | № в сезоне | Название | Дата премьеры    |                  |
| --- | ---------- | --- | ---------------- | ---------------- |
| 128 | 1          | «Роковая встреча» «Unmei no deai! Pegasasu no mau yoru» (ориг..: 運命の出会い!ペガサスの舞う夜)                        | 4 марта 1995     | 15 сентября 2001 |
| Во время солнечного затмения палатка цирка появляется в середине города. Внутри находится Злой Цирк Мертвой Луны и планирует захватить Пегаса. В тот же самый вечер Чибиусе снится Пегас в лесу. Позже Тигриный Глаз, член Цирка Мертвой Луны нападает на Уназуки Фурухату, Усаги и Чибиуса преобразуются в Сейлор Мун и Чиби Мун. Тигриный Глаз вызывает демона, чтобы их победить. Тогда, как будто из воздуха, появляется Пегас и даёт Сейлор Мун и Селор Чиби Мун новую силу, и Селор войны уничтожают демона. |            | |                  |                  |
| 129 | 2          | «Сила Пегаса» «Supā henshin futatabi! Pegasasu no pawā» (ориг..: スーパー変身再び!ペガサスの力)                        | 11 марта 1995    | 16 сентября 2001 |
| Усаги и остальные возвращаются на то место, где появился Пегас. Усаги спрашивает Чибиусу, знает ли та что-нибудь о Пегасе, но, держа слово, Чибиуса ничего не рассказывает. Услышав ржание лошади, девочки бегут на звук, где видят Рейку, вернувшуюся из Африки. Усаги стало интересно то, что у Рейки и Мотоки появились проблемы в отношениях. Тем временем, Тигриный глаз выбирает Рейку в качестве жертвы. Во время битвы Пегас снова приходит на помощь. |            | |                  |                  |
| 130 | 3          | «Новая сила Сейлор Мун» «Mamore haha no yume! Daburu mūn no shin hissatsu waza» (ориг..: 守れ母の夢!Wムーンの新必殺技) | 18 марта 1995    | 22 сентября 2001 |
| Чибиусе снится другой сон про Пегаса, в котором тот говорит ей, что всякий раз, когда она и воины оказываются в опасности, ей всего лишь нужно позвать его. Тем не менее, он исчезает, когда Чибиуса задает больше вопросов. Тем временем, в Цирке Мертвой Луны замышляется план по поиску новых зеркал с прекрасными мечтами. Ястребиный Глаз выбирает Икуко Цукино, мать Усаги. Во время битвы, когда воины в опасности, Чибиуса зовет Пегаса, он появляется и превращает броши Сейлор Мун и Сейлор Чиби Мун в новые броши с силой Кризиса. Теперь у них новое двойное превращение. Также Пегас дает им новые волшебные предметы – Волшебный Лунный Калейдоскоп и Хрустальный Колокольчик. |            | |                  |                  |
| 131 | 4          | «Ловушка для Пегаса» «Pegasasu wo toraero! Amazon no wana» (ориг..: ペガサスを捕えろ!アマゾンの罠)                     | 25 марта 1995    | 23 сентября 2001 |
| Ястребиный Глаз разработал клетку, создающую внутрипространственный портал, для того, чтобы поймать Пегаса. Тигриный Глаз использует Нару как приманку, чтобы заставить Пегаса появиться. Но клетка не оправдала надежд, и Пегас просто прошел через неё, как будто её и не было. |            | |                  |                  |
| 132 | 5          | «Лучшая пара» «Oniai no futari! Usagi to Mamoru no ai» (ориг..: お似合いの二人!うさぎと衛の愛)                         | 15 апреля 1995   | 29 сентября 2001 |
| Саори, университетская подруга Мамору - новая жертва. Атакованная демоном, Сейлор Мун чуть не умерла. Чибиуса боится, что она не появится на свет, если Усаги и Мамору расстанутся. |            | |                  |                  |
| 133 | 6          | «Суета из-за кота» «Arutemisu no uwaki? Nazo no koneko tōjō» (ориг..: アルテミスの浮気?謎の子猫登場)                   | 29 апреля 1995   | 30 сентября 2001 |
| Луна ревнует Артемиса к монахине, тем не менее, Артемис говорит, что Луна все неправильно поняла. Некоторое время спустя появляется серый котёнок с полумесяцем на лбу. Она объявляет, что она – дочь Артемиса, что вызывает ещё большее недовольство у Луны. Тем временем, монахиня, которая понравилась Артемису, стала новой целью Тигриного Глаза. После жестокой битвы, оказалось, что серый котёнок – Диана, дочь Луны и Артемиса в Лунном королевстве будущего и защитница Чибиусы. |            | |                  |                  |
| 134 | 7          | «Поддержка» «Makoto no yūjō! Tenba ni akogareta shōjo» (ориг..: まことの友情!天馬に憧れた少女)                         | 13 мая 1995      | 6 октября 2001   |
| Новая повесть «Пегас Лунного света» становится популярной. Это совершенно меняет автора повести, одноклассницу и подругу Макото. Циркония приказывает Амазонскому Трио проверить, есть ли Пегас в мечте автора повести. |            | |                  |                  |
| 135 | 8          | «От сердца к сердцу» «Fureau kokoro! Chibiusa to Pegasasu» (ориг..: 触れ合う心!ちびうさとペガサス)                     | 20 мая 1995      | 7 октября 2001   |
| Тигриный Глаз нападает на учительницу рисования Чибиусы, которая мечтала быть учителем рисования с детства, но не могла общаться с детьми так, как раньше. |            | |                  |                  |
| 136 | 9          | «Прошлое Рей» «Mamoru wo mamore! Ninja Usagi no yakimochi» (ориг..: 衛を守れ!忍者うさぎのヤキモチ)                     | 27 мая 1995      | 13 октября 2001  |
| Квартира Мамору «потерпела крушение», и тот на время переезжает в храм к Рей. Усаги ревнует и скрывается, одевшись в костюм ниндзя. На Рей нападает Тигриный глаз. |            | |                  |                  |
| 137 | 10         | «Ложная нимфа» «Ayakashi no mori! Utsukushiki yōsei no izanai» (ориг..: あやかしの森!美しき妖精の誘い)                 | 3 июня 1995      | 14 октября 2001  |
| Чибиуса получает книгу с рисунками, изображающими красивых нимф. Она сталкивается с автором книги и заводит с ним дружбу. Рыбий Глаз видит рисунок автора и прикидывается нимфой, чтобы поближе подобраться к нему. |            | |                  |                  |
| 138 | 11         | «Бегство в рай» «Tengoku made hashire! Yume no kuruma ni kakeru ai» (ориг..: 天国まで走れ!夢の車にかける愛)            | 10 июня 1995     | 20 октября 2001  |
| После подозрений, что Мамору встречается с двумя девушками, Ами узнает, что женщина, замеченная с ним, мечтает о ремонте старых машин в память о её покойном супруге. На женщину нападает Ястребиный Глаз, принявший вид её мужа. |            | |                  |                  |
| 139 | 12         | «Женщина-воин» «Mezase Nippon ichi! Bishōjo kenshi no nayami» (ориг..: 目指せ日本一!美少女剣士の悩み)                  | 17 июня 1995     | 21 октября 2001  |
| Маленькая девочка стремится стать главной женщиной-самураем. Тем не менее, она получала побои от своей матери, лучшей женщины-самурая. На неё нападает Тигриный глаз. Воины объясняют девочке, что не нужно всё время зацикливаться на одном. |            | |                  |                  |
| 140 | 13         | «Потрясающий фасон» «Mini ga daisuki! Oshare na Senshitachi» (ориг..: ミニが大好き!おしゃれな戦士達)                   | 1 июля 1995      | 27 октября 2001  |
| Рыбий Глаз нападает на модельера. После того, как его спасла Сейлор Мун, к модельеру приходит вдохновение, и он создаёт новую одежду в стиле сейлор фуку. |            | |                  |                  |
| 141 | 14         | «Вихрь любви» «Koi no arashi! Minako no futamata daisakusen» (ориг..: 恋の嵐!美奈子のフタマタ大作戦)                   | 8 июля 1995      | 28 октября 2001  |
| Девочки заметили, как Минако одновременно встречается с двумя парнями. На самом деле это были Тигриный Глаз и Ястребиный Глаз, которым было приказано взглянуть на её зеркало мечты. Минако случайно организует свидание с обоими парнями в одно и то же время. И во время этих свиданий обводит обоих вокруг пальца, после чего они нападают на неё, но уходят ни с чем. |            | |                  |                  |
| 142 | 15         | «Лучший рецепт» «Himitsu no yakata! Ai no menyū wo anata ni» (ориг..: 秘密の館!愛のメニューを貴方に)                   | 15 июля 1995     | 3 ноября 2001    |
| Грубая, богатая женщина заботится о Диане и становится следующей жертвой Ястребиного Глаза. Чибиуса приходит к женщине, которая одинока, потому что любимый человек бросил её ради того, чтобы стать великим шеф-поваром. |            | |                  |                  |
| 143 | 16         | «Доверие» «Pegasasu wo shinjiru toki! Yon Senshi no supā henshin» (ориг..: 天馬を信じる時!4戦士の超変身)               | 22 июля 1995     | 4 ноября 2001    |
| Ложный Пегас уничтожает машины и грузовики – всё это дело рук демонов. Оказавшись запертой со всех сторон барьером, Сейлор Чиби Мун просит сейлор воинов поверить в Пегаса, и Пегас даёт им новые супер перевоплощения. |            | |                  |                  |
| 144 | 17         | «Летние грёзы» «Kirameku natsu no hi! Shiokaze no shōjo Ami» (ориг..: きらめく夏の日!潮風の少女亜美)                   | 12 августа 1995  | 10 ноября 2001   |
| Ами, Усаги и Шинго отправляются на пляж. Шинго чуть было не утонул, и Ами делает ему искусственное дыхание. Шинго влюбляется в Ами, и вскоре после этого Тигриный Глаз нападает на Ами. |            | |                  |                  |
| 145 | 18         | «Прима-балерина» «Purima wo nerae! Usagi no barei» (ориг..: プリマをねらえ!うさぎのバレエ)                             | 19 августа 1995  | 11 ноября 2001   |
| Усаги решает стать балериной. Рыбий Глаз присоединяется к новичкам и выбирает своей жертвой балетного инструктора. В конце серии Усаги достается роль луны на небе. |            | |                  |                  |
| 146 | 19         | «Мечта принцессы» «Jūbangai no kyūjitsu! Mujaki na ōjosama» (ориг..: 十番街の休日!無邪気な王女様)                      | 26 августа 1995  | 17 ноября 2001   |
| Почти как фильме «Римские каникулы» Чибиуса и Усаги знакомятся со сбежавшей принцессой. Вместе они отправляются на летний фестиваль, но принцессу разыскивает её приближённые, и вскоре на неё нападает Ястребиный Глаз. |            | |                  |                  |
| 147 | 20         | «Большой бал» «Unmei no pātonā? Makoto no junjō» (ориг..: 運命のパートナー?まことの純情)                               | 2 сентября 1995  | 18 ноября 2001   |
| Целью Тигриного Глаза становится Макото, которая верит, что встретит своего принца. Когда Супер Сейлор Мун и Чиби Мун оказались в западне, Сейлор Юпитер использует «Высший Гром» и останавливает демона. |            | |                  |                  |
| 148 | 21         | «Мамору в опасности» «Kyoaku no kage! Oitsumerareta torio» (ориг..: 巨悪の影!追いつめられたトリオ)                     | 23 сентября 1995 | 24 ноября 2001   |
| Зная, что только Пегас сможет помочь Трио остаться людьми, Рыбий Глаз нападает на Мамору, но Усаги прощает его. |            | |                  |                  |
| 149 | 22         | «Последнее дело троицы» «Yume no kagami! Amazon saigo no sutēji» (ориг..: 夢の鏡!アマゾン最後のステージ)               | 21 октября 1995  | 25 ноября 2001   |
| Рыбий Глаз узнает, что Усаги - это Сейлор Мун. Догадавшись, что Пегас скрывается в мечте Чибиусы, Рыбий Глаз замораживает её и перемещает в цирк. Когда Ястребиный Глаз собирается посмотреть зеркало мечты Усаги, Рыбий Глаз останавливает его. Вскоре после этого, демон ломает зеркало Усаги и убивает Ястребиного Глаза, который защищает Рыбий Глаз. Трио умирает, восстановив зеркало Усаги. Однако Пегас возрождает их, даёт им зеркала мечты и обещает, что трио будет в безопасности. |            | |                  |                  |
| 150 | 23         | «Цирк, цирк» «Amazonesu! Kagami no ura kara kita akumu» (ориг..: アマゾネス!鏡の裏から来た悪夢)                        | 28 октября 1995  | 1 декабря 2001   |
| Амазонский Квартет появляются в зале игровых автоматов. Циркония послала их искать золотое зеркало. Усаги и её подруги, Чибиуса и Мамоко отправились в Цирк и увидели цирковое представление. Амазонский Квартет нападает на Мамоко, подругу Чибиусы, но оказалось, что это не золотое зеркало. |            | |                  |                  |
| 151 | 24         | «Мелодия сердца» «Shin no pawā bakuhatsu! Ami kokoro no shirabe» (ориг..: 真のパワー爆発!亜美心のしらべ)               | 4 ноября 1995    | 2 декабря 2001   |
| Ами пишет стихи на песню, а Вес-Вес нападает на автора песни. Вес-Вес заточает воинов в компьютере. У Сейлор Меркурий появляется новое превращение и атака, Аква Рапсодия Меркурия. |            | |                  |                  |
| 152 | 25         | «Огненная страсть к мечте» «Honō no jōnetsu! Māzu ikari no chōhissatsu waza» (ориг..: 炎の情熱!マーズ怒りの超必殺技)   | 11 ноября 1995   | 8 декабря 2001   |
| Как только статью про Рей помещают в журнале, у девушки появляется фанатка – девочка по имени Нанако. Услышав, как на самом деле Рей о ней отзывается, Нанако становится новой жертвой Квартета. У Сейлор Марс появляется новое превращение и атака, Огненная стрела Марса. |            | |                  |                  |
| 153 | 26         | «Опасный дантист» «Kyōfu no haishasan? Parapara no yakata» (ориг..: 恐怖の歯医者さん?パラパラの館)                     | 18 ноября 1995   | 9 декабря 2001   |
| Пала-Пала напускает на детей города зубную боль и после этого создает стоматологическую поликлинику. У Усаги и Чибиусы тоже болят зубы. Тогда, победив демона, они отправились к самому опасному дантисту Дзюбану. |            | |                  |                  |
| 154 | 27         | «Ярмарка» «Yume taiketsu! Minako to Makoto zekkō sengen» (ориг..: 夢対決!美奈子とまこと絶交宣言)                       | 25 ноября 1995   | 15 декабря 2001  |
| Минако и Макото влюбляются в директора детского сада и борются за него. На директора нападают, Сейлор Венера и Юпитер перевоплощаются и высвобождают свои силы. Их новые перевоплощения и атаки – Слепящая красота Венеры и Древо жизни Юпитера. |            | |                  |                  |
| 155 | 28         | «Прыжок к свободе» «Kyōfu wo koete! Jiyū he no jampu» (ориг..: 恐怖を越えて!自由へのジャンプ)                          | 2 декабря 1995   | 16 декабря 2001  |
| Друг Чибиусы боится прыгать через коня на предстоящем спортивном соревновании. К нему приходит Джун-Джун и учит его прыгать через коня. Иллюзией медведя она его научила прыгать через коня, но после напала на него. |            | |                  |                  |
| 156 | 29         | «Зеркало истины» «Yume wo miushinawanaide! Shinjitsu wo utsusu kagami» (ориг..: 夢を見失わないで!真実を映す鏡)         | 9 декабря 1995   | 22 декабря 2001  |
| Цере-Цере нападает на уличного художника, с которым познакомились Усаги и Чибиуса. |            | |                  |                  |
| 157 | 30         | «Дружба в опасности» «Pegasasu ga kieta!? Yure ugoku yūjō» (ориг..: ペガサスが消えた!?ゆれ動く友情)                    | 16 декабря 1995  | 23 декабря 2001  |
| Чибиуса, верящая в дружбу с Пегасом, спрашивает его о том кто он такой. Пегас покидает её, так как ему нельзя рассказывать об этом. После объяснения с Усаги, Чибиуса понимает, что у каждого есть тайна, которую не стоит раскрывать, и Пегас возвращается к ней. |            | |                  |                  |
| 158 | 31         | «Тайна Пегаса» «Pegasasu no himitsu! Yume sekai wo mamoru bishōnen» (ориг..: 天馬の秘密!夢世界を守る美少年)            | 23 декабря 1995  | 30 декабря 2001  |
| Мечты Чибиусы о взрослой жизни сбываются, когда она меняется возрастом с Усаги, которая хотела быть ребёнком и «не иметь проблем с математикой». Так как Чибиуса исполнила свою мечту, Пегас говорит, что он совершенно потерял её из виду. Понимая, что они не могут быть вместе, Пегас собирается покинуть её. Чибиуса выбирает любовь к Пегасу, и её целует Гелиос. |            | |                  |                  |
| 159 | 32         | «Загадка Чибиусы» «Chibiusa no chīsana koi no rapusodi» (ориг..: ちびうさの小さな恋のラプソディ)                       | 13 января 1996   | 31 декабря 2001  |
| Девочки пытаются понять, в кого влюблена Чибиуса. Макото думает, что это старшеклассник, но Рей говорит, что дело не в этом. Когда Чибиуса сказала, что ей нравится блондин с длинным лицом, Ами и Минако думают, что прохожий, кормящий рыб, и есть парень Чибиусы. На прохожего нападают. И когда появляются сейлор воины, каждая из них говорит что-либо о романтических отношениях, заставляя Чиби Мун беспокоиться. |            | |                  |                  |
| 160 | 33         | «Когда мы вырастаем» «Otona ni naru yume! Amazonesu no tōwaku» (ориг..: 大人になる夢!アマゾネスの当惑)                 | 20 января 1996   | 1 января 2002    |
| Минако заставляет девочек пойти работать добровольцами на Церемонию Совершеннолетия, потому что там работает много «симпатичных» парней. Квартет Амазонок тоже идут добровольцами, но они совершенно ничего не знают о Церемонии совершеннолетия. Амазонки и девочки становятся подругами. |            | |                  |                  |
| 161 | 34         | «Черные дела Королевы Тьмы» «Ugoki dashita kyōfu! Yami no joō no mashu» (ориг..: 動き出した恐怖!闇の女王の魔手)        | 27 января 1996   | 2 января 2002    |
| Королева Нехеления готовится выйти из своего зеркала и насылает на город тьму. Амазонский Квартет и сейлор воины раскрывают себя. |            | |                  |                  |
| 162 | 35         | «В логове врага» «Yami no shingenchi Deddo Mūn Sākasu» (ориг..: 闇の震源地デッドムーンサーカス)                        | 3 февраля 1996   | 5 января 2002    |
| Королева Нехеления дает новые силы Амазонскому Квартету. Сейлор воины сражаются с Амазонками, но силы неравны. Сейлор Мун использует Волшебный Лунный Калейдоскоп, но промахивается, когда появляется Циркония. |            | |                  |                  |
| 163 | 36         | «Зеркальный лабиринт» «Kagami no meikyū! Toraerareta Chibi Mūn» (ориг..: 鏡の迷宮!捕えられたちびムーン)                | 10 февраля 1996  | 6 января 2002    |
| Сейлор воины потерялись в Зеркальном лабиринте. Циркония использует зеркала для того, чтобы заставить воинов прекратить сражаться, но девочки знают, что у них всё равно есть свои привычные мечты, но самая большая мечта – сражаться. Амазонки меняют Чибиусу на куклу и хотят покататься на Пегасе. |            | |                  |                  |
| 164 | 37         | «Золотой Кристалл» «Gōruden Kurisutaru shutsugen! Neherenia no maryoku» (ориг..: 黄金水晶出現!ネヘレニアの魔力)        | 17 февраля 1996  | 12 января 2002   |
| Амазонки решают разбить Амазонские шары, которые давали им силы, и освобождаются от контроля Нехелении. Та заставляет Гелиоса отдать ей Золотой Кристалл, и затем, разбив зеркало, выходит из него. |            | |                  |                  |
| 165 | 38         | «Сила Кристалла» «Kurisutaru kagayaku toki! Utsukushiki yume no chikara» (ориг..: クリスタル輝く時!美しき夢の力)       | 24 февраля 1996  | 13 января 2002   |
| Амазонки меняют Золотой Кристалл на ананас. Нехеления говорит воинам, что они не могут использовать Золотой Кристалл как усилитель. С помощью кристалла Чиби Мун посылает всем людям планеты сообщение, говоря всем, что не нужно переставать верить в мечты. Происходит большой взрыв. |            | |                  |                  |
| 166 | 39         | «Вечные мечты» «Yume yo itsumademo! Hikari, ten ni michite» (ориг..: 夢よいつまでも!光, 天に満ちて)                    | 2 марта 1996     | 19 января 2002   |
| Чибиуса пытается использовать Золотой Кристалл чтобы уничтожить королеву Нехелению и цирк Мёртвой Луны, но была схвачена. Когда Сейлор Мун добирается до Нехелении, то замечает, что та превратилась в старуху. Королева Нехеления рассказывает, что давным-давно она была королевой астероида и верила в свою красоту. Она спросила зеркало о том, всегда ли она будет красивой, но оно показало ей старуху. Нехеления забрала зеркала мечты своих слуг для того, чтобы поддерживать свою красоту. Сейлор Мун жалеет её, и королева Нехеления запечатывается в зеркало. Но перед этим королева, желая отомстить, сбрасывает Чиби Мун с обломков цирка, поднявшегося высоко над Землей. Сейлор Мун прыгает вслед за ней. Вскоре их спасает Пегас. А потом Чибиуса прощается с Гелиосом и говорит, что встретит его в своих снах. |            | |                  |                  |